# Great Bend (Kansas)
Great Bend és una població dels Estats Units a l'estat de Kansas. Segons el cens del 2006 tenia 15.537 habitants.

## Demografia
Segons el cens del 2000, Great Bend tenia 15.345 habitants, 6.371 habitatges, i 4.000 famílies. La densitat de població era de 557,4 habitants/km².
Dels 6.371 habitatges en un 30,4% hi vivien nens de menys de 18 anys, en un 51,1% hi vivien parelles casades, en un 8,4% dones solteres, i en un 37,2% no eren unitats familiars. En el 32,8% dels habitatges hi vivien persones soles el 15,2% de les quals corresponia a persones de 65 anys o més que vivien soles. El nombre mitjà de persones vivint en cada habitatge era de 2,35 i el nombre mitjà de persones que vivien en cada família era de 3.
Per edats la població es repartia de la següent manera: un 25,7% tenia menys de 18 anys, un 9,4% entre 18 i 24, un 25,4% entre 25 i 44, un 20,9% de 45 a 60 i un 18,7% 65 anys o més.
L'edat mediana era de 38 anys. Per cada 100 dones de 18 o més anys hi havia 87,7 homes.
La renda mediana per habitatge era de 30.841$ i la renda mediana per família de 38.708$. Els homes tenien una renda mediana de 29.339$ mentre que les dones 19.647$. La renda per capita de la població era de 17.085$. Entorn de l'11,5% de les famílies i el 15,2% de la població estaven per davall del llindar de pobresa.

## Poblacions més properes
El següent diagrama mostra les poblacions més properes.